# Jag är en vampyr
"Jag är en vampyr" är den första singeln från Markus Krunegårds debutalbum Markusevangeliet, utgiven den 13 februari 2008. Låten var nominerad i kategorin som Årets Låt under Grammisgalan och P3-Guld 2008, och vann på den sistnämnda. B-sidan innehöll en tidigare outgiven låt, "E4, E18, väg 13", som senare inkluderades på den förlängda utgåvan av Markusevangeliet.
Låten innebar Krunegårds genombrott och blev den femte största hiten på Trackslistan 2008.